# Chiesa di Notre-Dame-de-Bonne-Nouvelle
La chiesa di Nostra Signora della Buona Novella (in francese: église Notre-Dame-de-Bonne-Nouvelle) è un luogo di culto cattolico di Parigi, situato al numero 25 di rue de la Lune, nel II arrondissement; è sede dell'omonima parrocchia, affidata al clero diocesano.
La chiesa si trova nei pressi delle stazioni della metropolitana di Parigi Bonne Nouvelle (linee  e ) e Strasbourg - Saint-Denis (linee ,  e ).

## Storia
L'attuale chiesa sorge nella medesima area di edifici di culto precedenti. Il primo di questi venne edificato nel 1551; era una cappella dedicata a Notre-Dame-de-Bonne-Nouvelle in ricordo dell'Annunciazione, che poi fu distrutta nel 1591 dalla Lega cattolica durante l'assedio di Parigi da parte di Enrico IV. Nell'aprile del 1628 la regina Anna d'Austria pose la prima pietra di una nuova chiesa, elevata a parrocchia nel 1673; divenuta bene nazionale nel 1791 e venduta nel 1797 a tre parrocchiani, venne poi riscattata dal comune di Parigi dopo la rivoluzione francese, nel 1803.
Notevolmente danneggiata durante la rivoluzione, la chiesa si presentava in deprecabili condizioni, pertanto fu decisa una sua ricostruzione totale. Il progetto venne affidato ad Étienne-Hippolyte Godde, architetto della municipalità parigina, autore nella capitale francese anche, tra l'altro, delle chiese di Saint-Denys-du-Saint-Sacrement (1826-1835) e Saint-Pierre-du-Gros-Caillou (1822-1829), che si ispirò alla chiesa di Saint-Philippe-du-Roule (1772-1784), opera di Jean Chalgrin. I lavori iniziarono nel 1823 contemporaneamente alla demolizione della chiesa secentesca (della quale venne preservato soltanto il campanile), e terminarono nel 1830; il 25 marzo dello stesso anno venne consacrata dall'arcivescovo di Parigi Hyacinthe-Louis de Quélen.
Il 21 marzo 1983 la chiesa è stata classificata monumento storico di Francia.

## Descrizione

### Architettura ed esterno
La chiesa è in stile neoclassico, e presenta forti analogie con quella coeva di Saint-Denys-du-Saint-Sacrement, nel III arrondissement, anch'essa opera di Étienne-Hippolyte Godde: è costruita secondo una pianta basilicale senza transetto né deambulatorio, con una navata centrale terminante con un'abside semicircolare, fiancheggiata da due navate minori.
La facciata, molto semplice, è costituita da una parete piatta al centro della quale si apre un protiro costituito da un timpano triangolare sorretto da due colonne doriche al centro e da due pilastri ai lati, privo di qualunque decorazione ad eccezione dell'alternanza di metope e triglifi del fregio. In fondo alla parete laterale di destra, caratterizzata da una serie di ampie finestre ad arco a tutto sesto, all'incrocio tra rue Notre Dame de Bonne Nouvelle e rue Beauregard, si eleva la torre campanaria con cupoletta, unico elemento superstite della chiesa del XVII secolo.

### Interno

#### Navate e abside

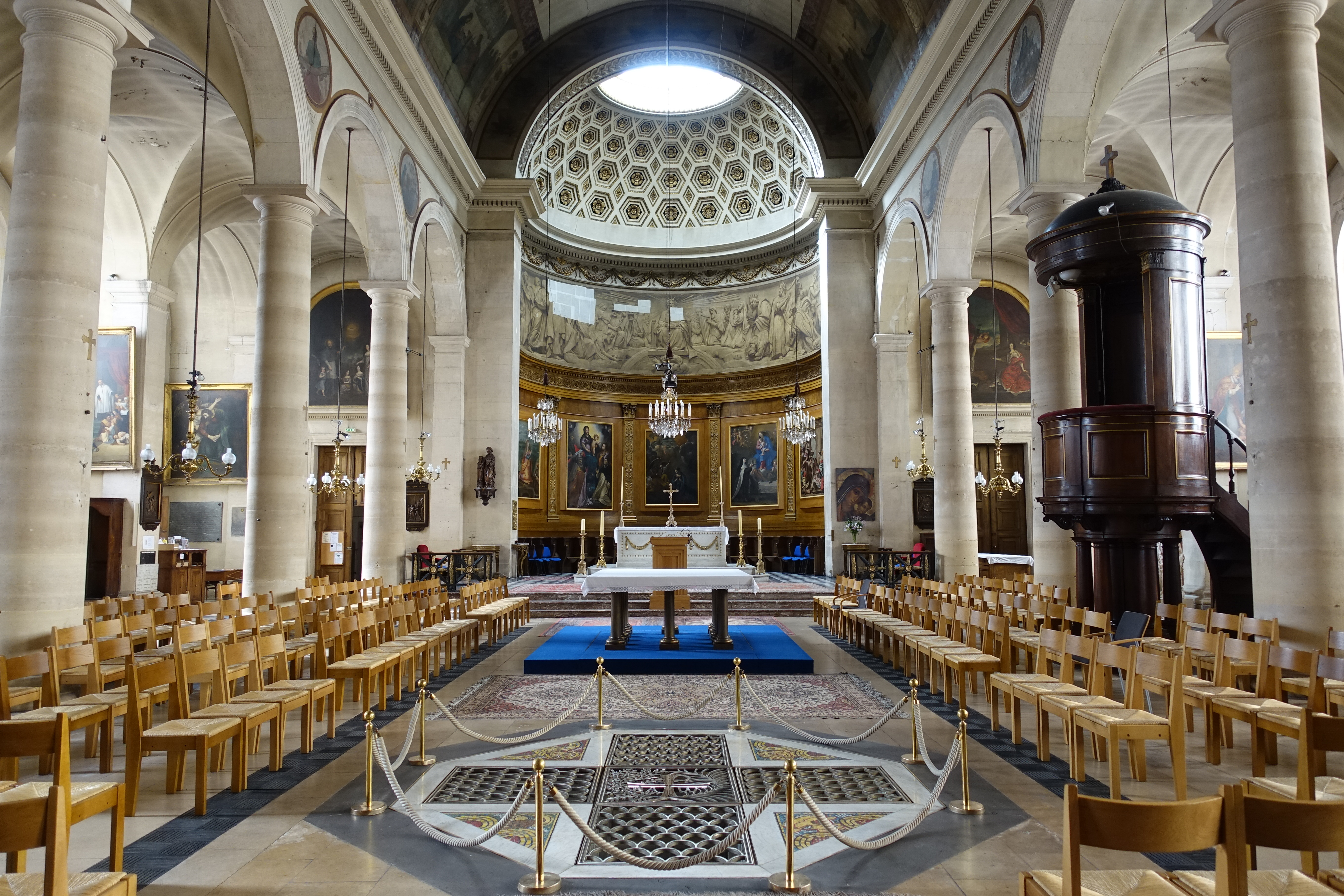
Interno

L'aula è suddivisa in tre navate, di cinque campate ciascuna, da archi a tutto sesto poggianti su colonne tuscaniche; le minori presentano una volta a crociera, mentre la maggiore è coperta con volta a botte adornata con dipinti raffiguranti Scene della vita di Maria. I moderni arredi liturgici sono nello stile del cammino neocatecumenale, che officia la chiesa, e trovano luogo lungo la navata centrale; in corrispondenza della seconda campata, vi è a pavimento il fonte battesimale di forma ottagonale, accessibile attraverso sette gradini, un richiamo ai sette peccati capitali, e destinato alla celebrazione del battesimo per immersione totale.
La navata centrale termina con l'abside semicircolare. La parte inferiore della parete curva presenta una boiserie in legno con lesene corinzie riccamente intagliate che inquadrano cinque dipinti di diversa epoca e fattura: da sinistra, Santa Genoveffa e il miracolo della candela di un anonimo del XVII secolo, la Madonna col Bambino e Santi del Cigoli (1601), l'Annunciazione di Giovanni Lanfranco (1623), Santa Isabella di Francia che presenta alla Vergine il modello dell'abbazia di Longchamp, di Philippe de Champaigne (1669 circa) e l'Adorazione dei Pastori di Jacques de Létin. La parte superiore, invece, è interamente rivestita dall'affresco monocromo di Alexandre-Denis Abel de Pujol Dio Padre adorato dai re e dai vegliardi dell'Apocalisse (1836). La calotta è a cassettoni esagonali, e alla sua sommità si apre un lucernario che dà sull'esterno della chiesa.
In fondo alle navate laterali vi sono due dipinti su tela della scuola di Pierre Mignard (XVII secolo), rispettivamente Enrichetta d'Inghilterra con i suoi figli e san Francesco di Sales (a sinistra) e Anna d'Austria ed Enrichetta di Francia (a destra).

#### Cappelle laterali

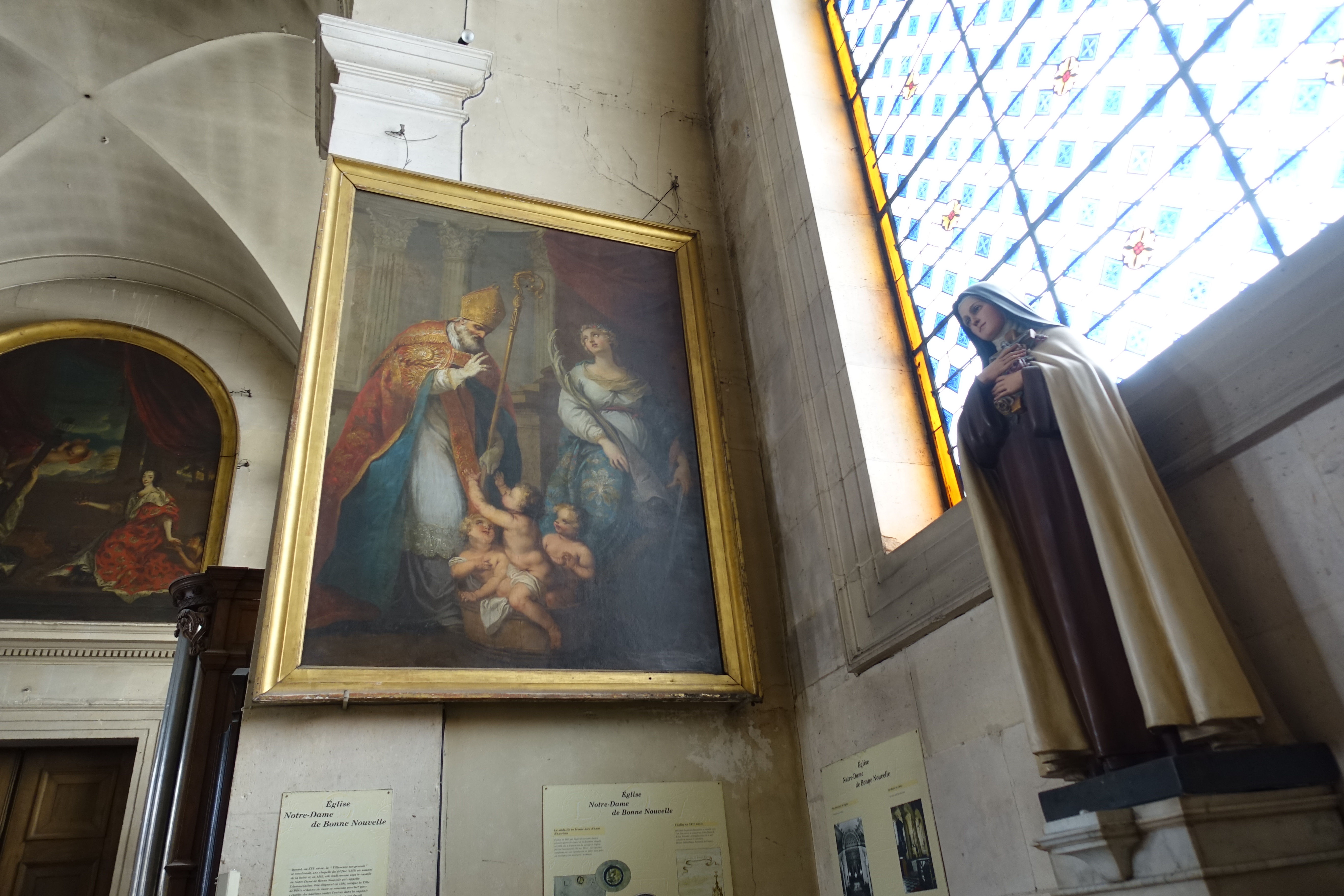
Santi Nicola e Agnese (scuola francese del XVIII secolo, nella cappella di San Pietro.

Lungo le navatelle si aprono diverse cappelle laterali a pianta quadrangolare. La prima di destra, arretrata rispetto alla parete di controfacciata, ospita una statua in stucco raffigurante San Giovanni evangelista, realizzata nel 1829 da Francisque-Joseph Duret e donata dal comune di Parigi, e una tela con Santa Genoveffa mentre distribuisce i viveri durante l'assedio di Parigi di Jean-Victor Schnetz (1820); vi è poi la cappella di San Luigi di Francia (corrispondente alla prima campata), con una tela di autore ignoto raffigurante il santo titolare (1830) e un'altra di scuola italiana del XVII secolo con l'Estasi di san Bonaventura; segue la cappella di San Giuseppe (rappresentato nella statua in gesso sopra l'altare), che ospita due dipinti con il Sacro Cuore (a sinistra, di autore ignoto, 1825 circa) e San Giovanni Battista condotto al supplizio (a destra, XVII secolo); la quarta cappella è dedicata al Sacro Cuore di Gesù, e sull'altare vi è una statua del Buon Pastore; ad essa segue la cappella di San Pietro, che sulle pareti laterali accoglie due dipinti di scuola francese con i Santi Nicola e Agnese (a sinistra, di ambito francese del XVIII secolo) e San Pietro in prigione (a destra, XVIII secolo). Nell'ultima cappella di destra, a pavimento, si trova l'organo a canne della chiesa, costruito da John Abbey alla fine del XIX secolo e restaurato da Joseph Gutschenritter nel 1950 e da Jean-Marc Chicchero nel 1988; a trasmissione mista (meccanica per i manuali e i registri, pneumatica per il pedale), dispone di 19 registri su due manuali e pedale ed è racchiuso entro una cassa lignea in stile neoclassico decorata ad intaglio e traforo.

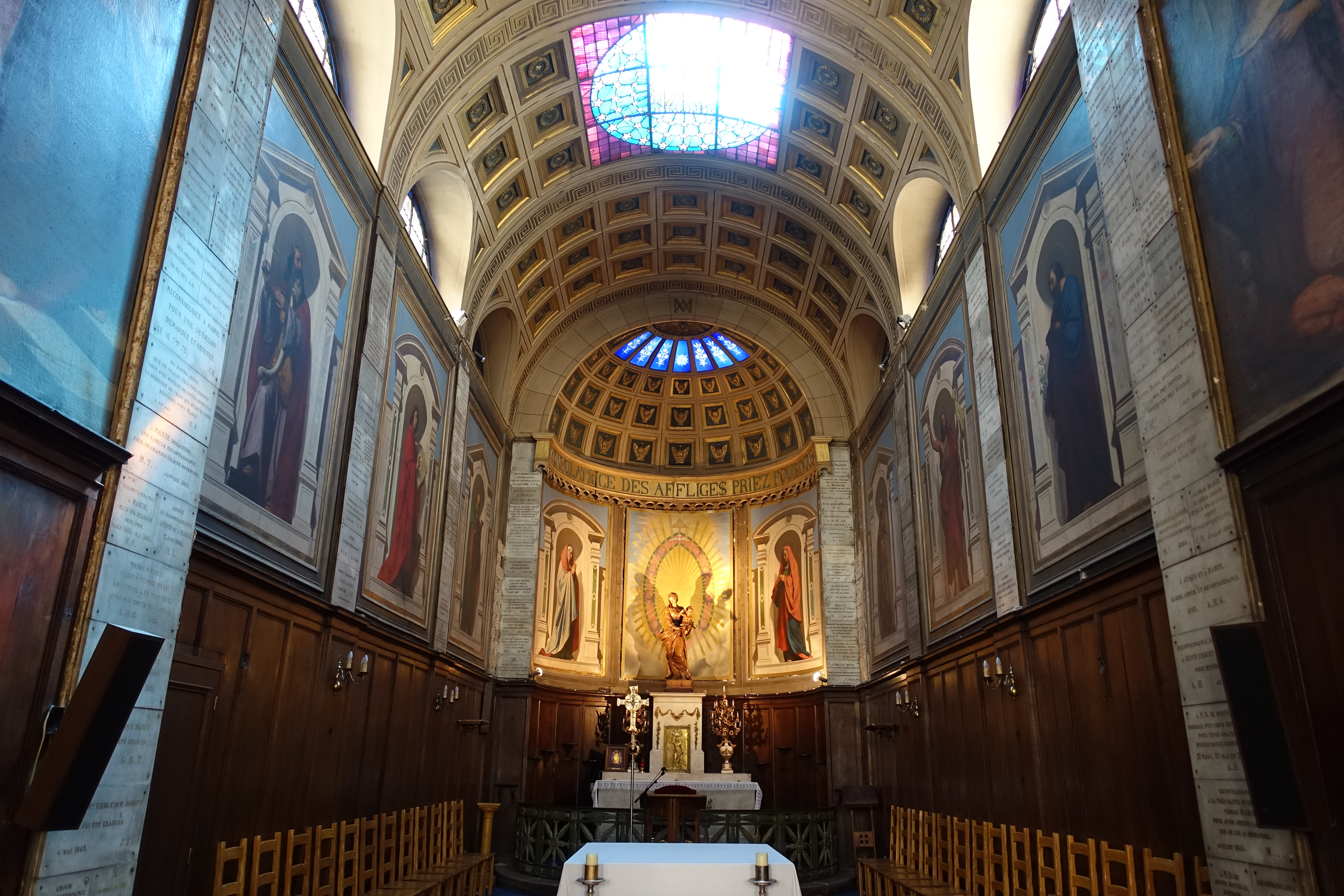
La cappella della Vergine

La prima cappella di sinistra, originariamente adibita a battistero, una statua in stucco raffigurante San Giovanni evangelista, realizzata nel 1823 da Jean-Baptiste-Joseph De Bay e donata dal comune di Parigi, e una tela dell'Assunzione di Maria di scuola italiana (fine del XVI secolo); la cappella successiva è dedicata a santa Elisabetta d'Ungheria (rappresentata nella tela dell'altare, di anonimo francese, risalente al 1835 circa) e ospita un dipinto con la Pentecoste di scuola francese (XVII secolo); la terza cappella è quella di Santa Genoveffa, ed accoglie due dipinti di pittori anonimi francesi con la Presentazione di Maria al Tempio (a sinistra, XVII secolo) e la santa titolare (a destra, 1835 circa); nella quinta cappella, dedicata a san Vincenzo de' Paoli si trovano le tele Predicazione di san Vincenzo de' Paoli (a destra, copia di un dipinto di Paul Delaroche) e Sacra Famiglia e san Girolamo (a sinistra, copia dal Correggio); l'ultima cappella, Madonna col Bambino e san Martino (a sinistra, copia con variazioni da Pietro da Cortona) e Estasi di un santo (a destra, di scuola italiana del XVII secolo).
La quarta cappella di sinistra è notevolmente più profonda rispetto alle altre e termina con un'abside semicircolare; la sua volta è a botte lunettata, e in essa si apre un lucernario con vetrata policroma. Sull'altare in marmo, che ospita la custodia eucaristica, vi è una statua policroma della Madonna del Bambino. Lungo le pareti, vi sono otto dipinti realizzati da Auguste Hesse tra il 1840 e il 1848 e raffiguranti: San Giuseppe, San Giovanni Battista e San Zaccaria (parete di destra); San Davide re, San Giovanni evangelista e San Gioacchino (parete di sinistra); Santa Elisabetta e Sant'Anna (abside). Dello stesso autore sono le due tele poste all'ingresso della cappella, con l'Annunciazione (a destra) e la Visitazione (a sinistra).

## Galleria d'immagini

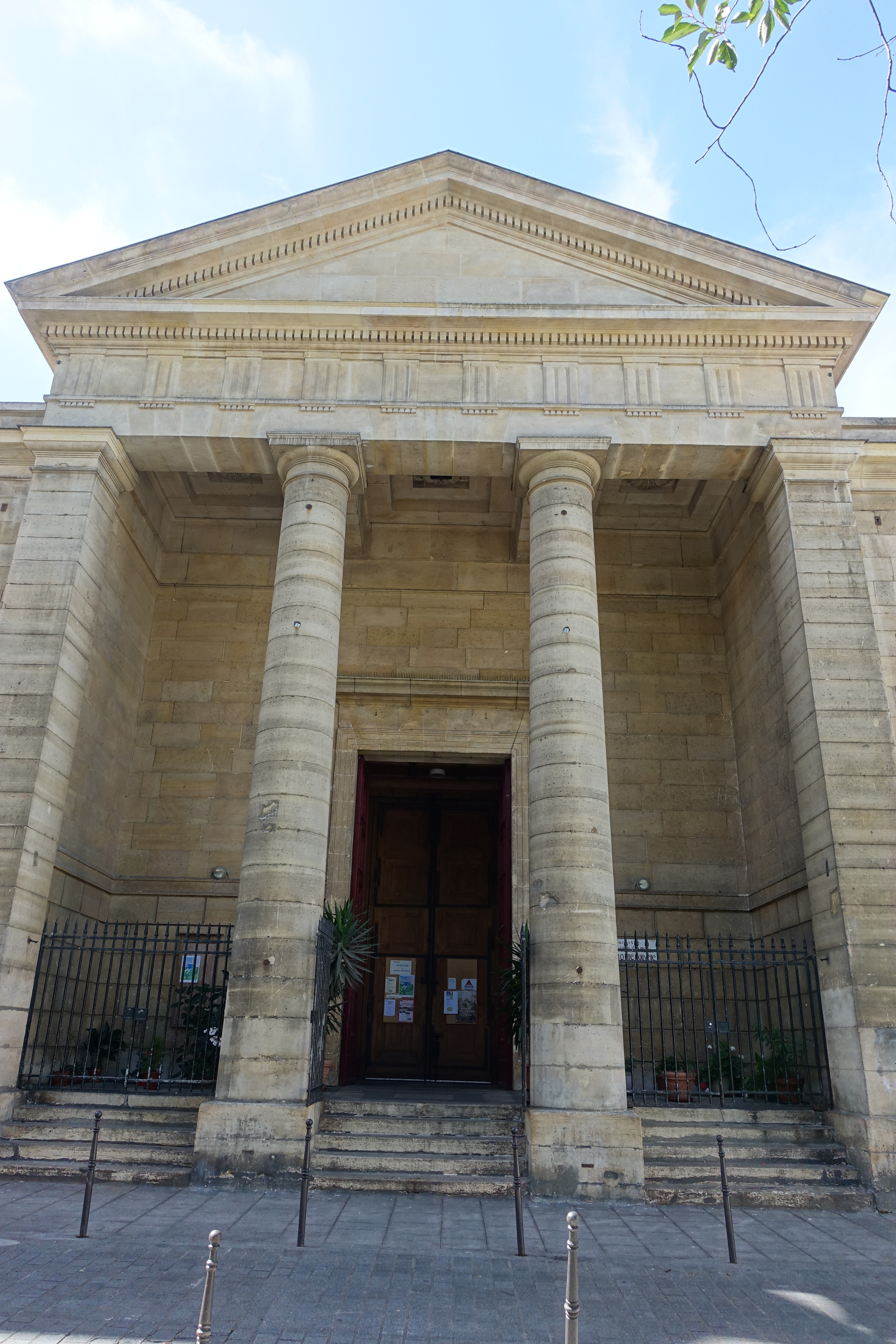
Il protiro
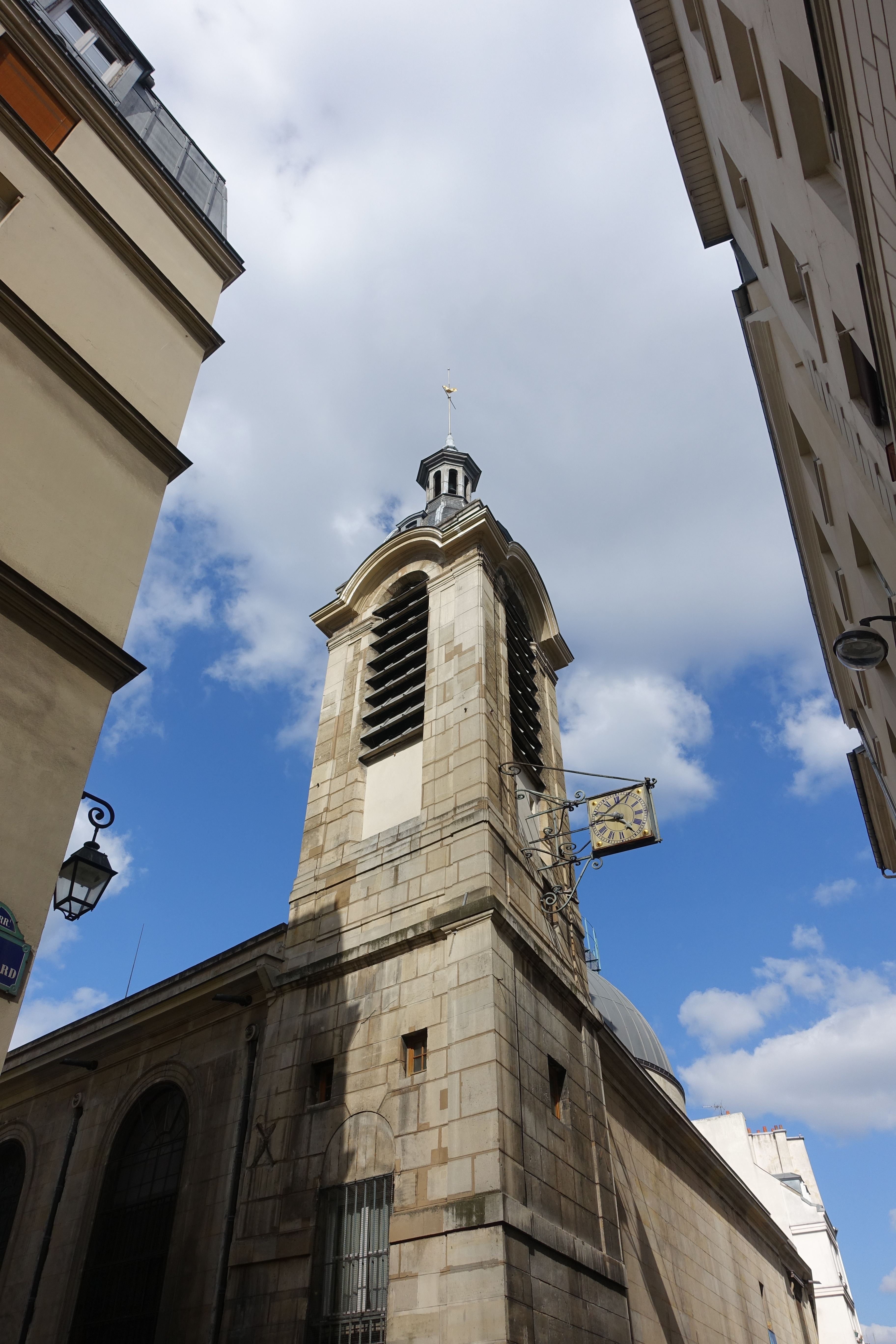
Il campanile
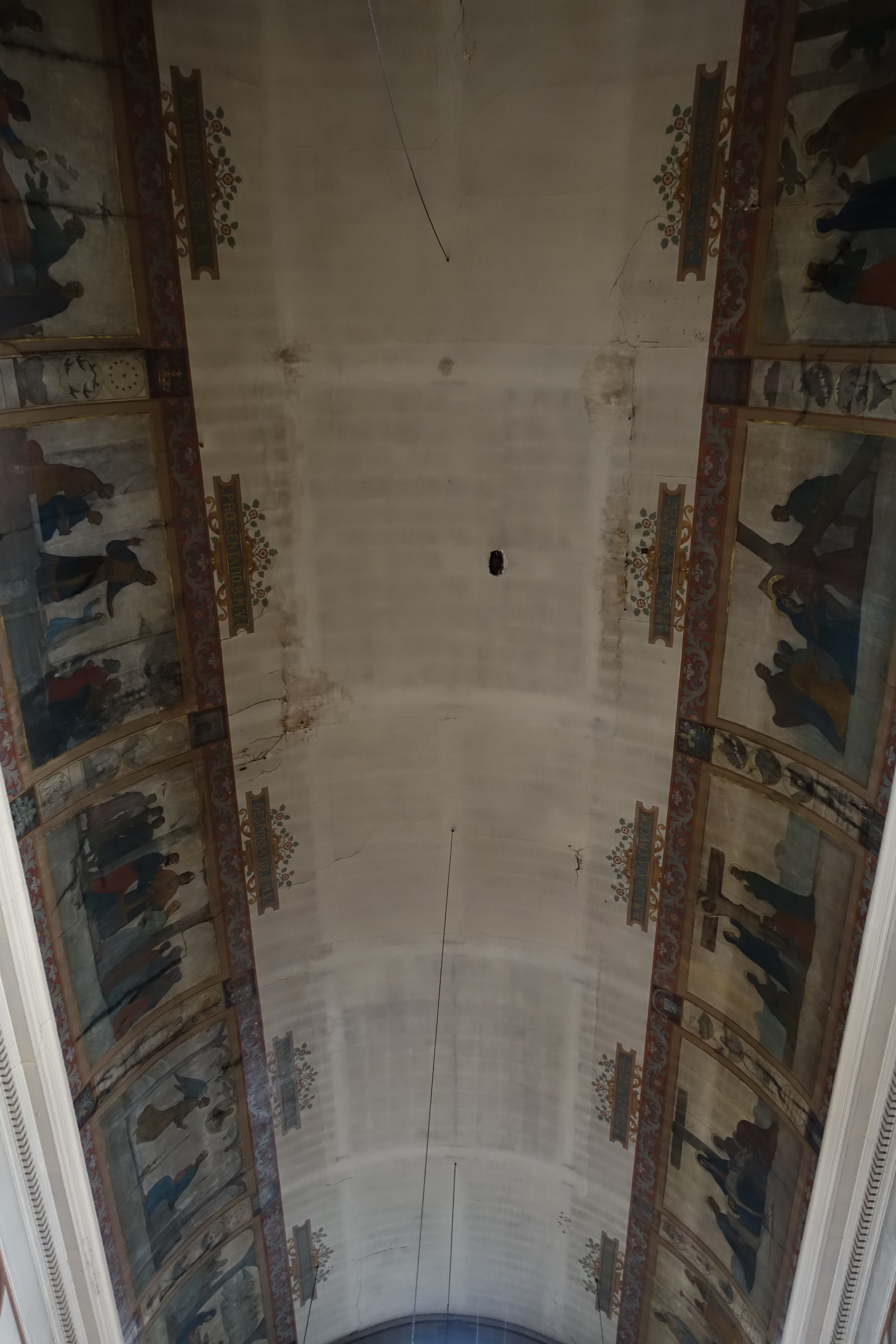
La volta della navata centrale
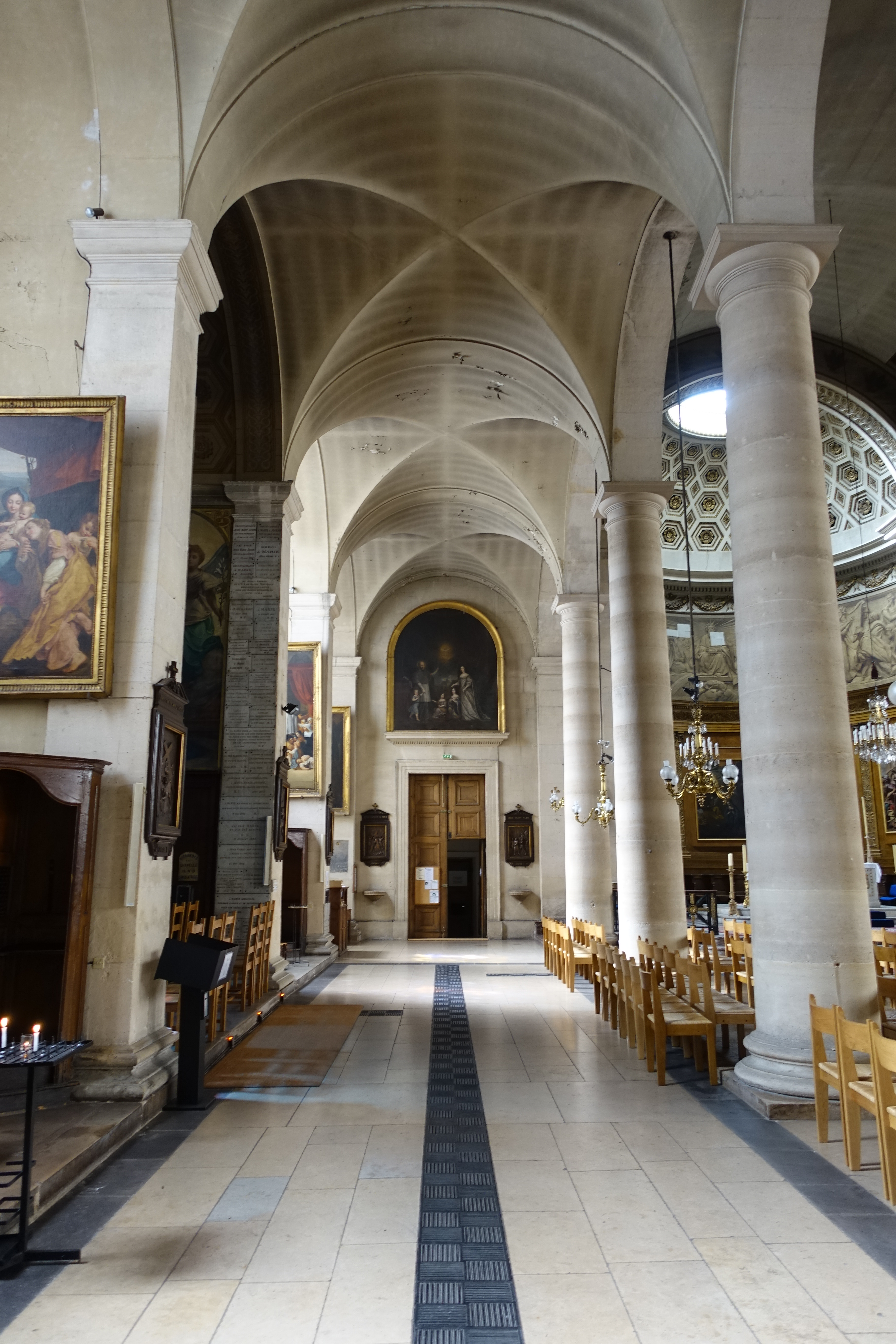
La navata di sinistra
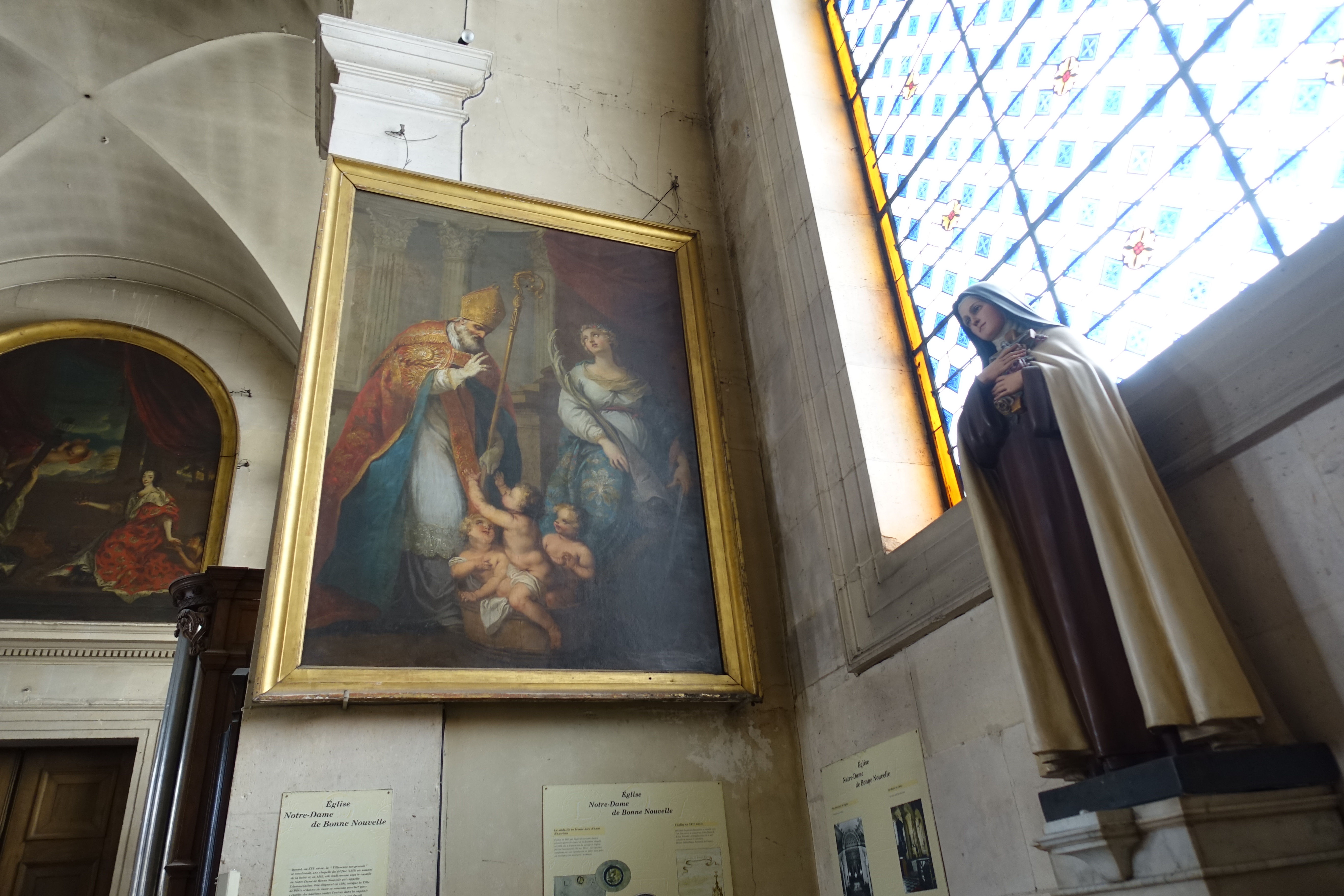
Santi Nicola e Agnese (XVIII secolo)
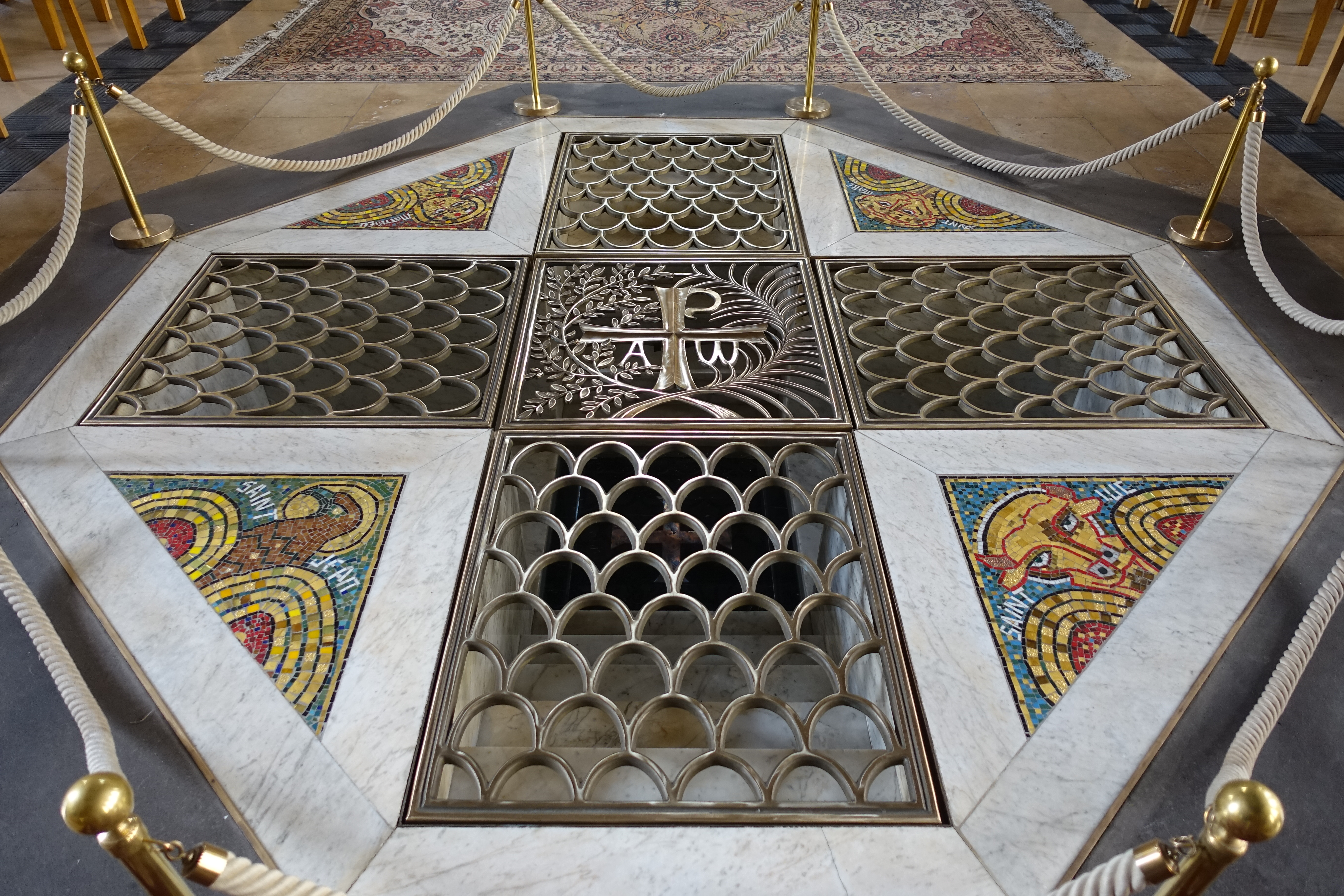
Il fonte battesimale
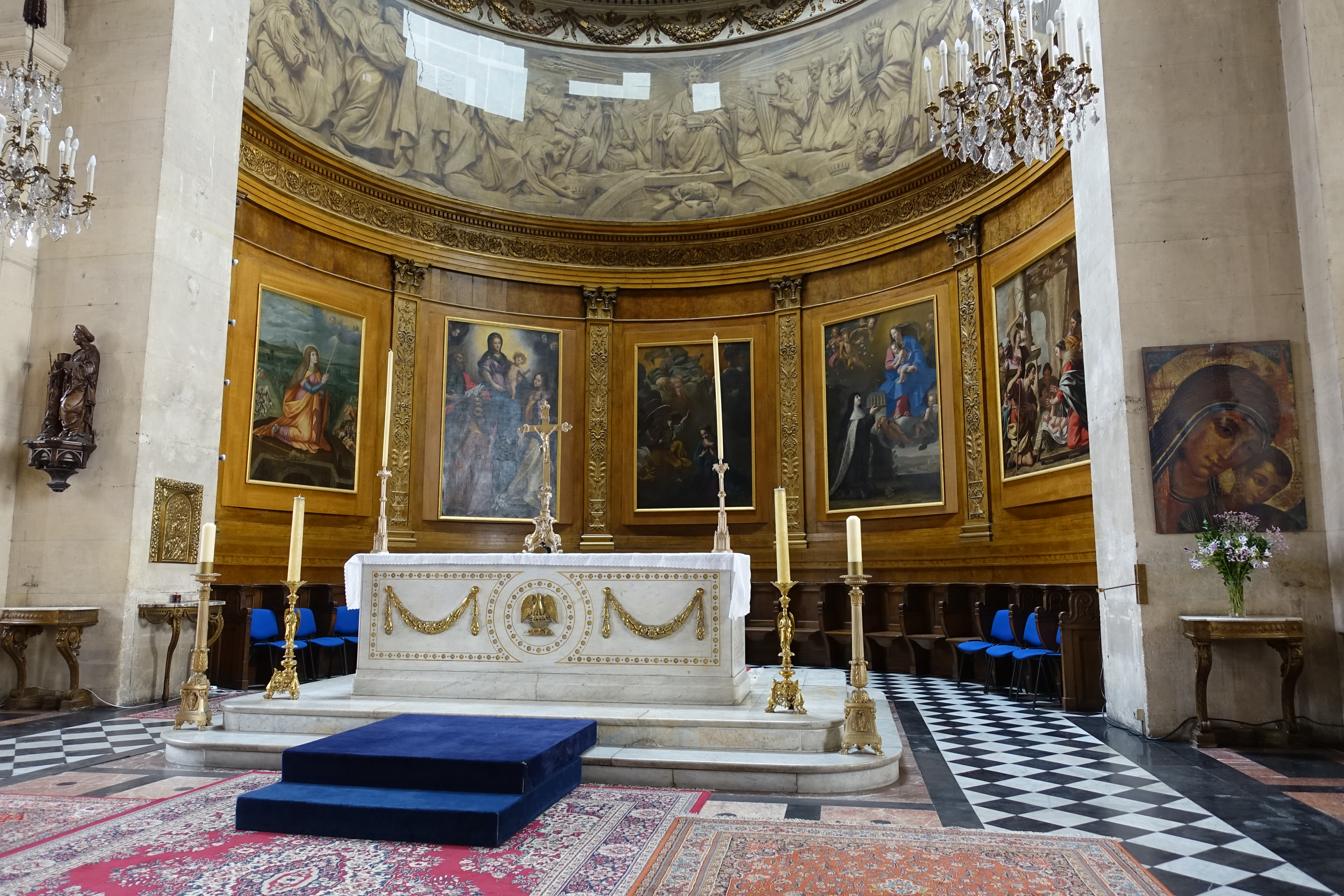
L'abside e l'altare